# Oceanic (Isis)
Oceanic è il secondo album di studio del gruppo post-metal Isis, pubblicato il 16 settembre 2002 presso la Ipecac Recordings, con la produzione della band e di Matt Bayles. Il 23 luglio 2006 la band ha eseguito dal vivo per intero l'album Oceanic come parte della mostra All Tomorrow's Parties, a Camden Town, Londra.

## Il disco
Caratterizzato da sound diverso ai precedenti album, Oceanic mostra forti influenze da parte della musica ambient e del post-rock rispetto ai lavori precedenti. Questo leggero cambiamento di stile causò però un leggero calo di ascolti tra i fan, sebbene ricevette numerosi consensi da svariate riviste musicali.

## Tracce
Tutte le tracce sono scritte dagli Isis.
1. "The Beginning and the End" – 8:02
2. "The Other" – 7:15
3. "False Light" – 7:42
4. "Carry" – 6:48
5. "-" – 2:05
6. "Maritime" – 3:03
7. "Weight" – 10:46
8. "From Sinking" – 8:24
9. "Hym" – 9:13

## Formazione

### Membri
- Jeff Caxide – basso
- Aaron Harris – batteria
- Michael Gallagher – chitarra
- Bryant Clifford Meyer – sintetizzatori, chitarra e voce nella prima sezione di "Hym"
- Aaron Turner – voce, chitarra e artwork

### Altro personale
- Matt Bayles – produzione, registrazione e mixaggio
- Mélanie Benoit – fotografie
- Ed Brooks – masterizzazione
- Maria Christopher of 27 – voce in "The Beginning and the End", "Weight" e "Carry"
- Jason Hellmann – fotografie
- Ayal Naor of 27 – strumentazione aggiuntiva in "The Beginning and the End"